# ميغان مولتون ليفي
ميغان مولتون ليفي (بالإنجليزية: Megan Moulton-Levy)‏ مواليد 11 مارس 1985 في ميشيغان، الولايات المتحدة، هي لاعبة كرة مضرب جامايكية بدأت مسيرتها كمحترفة سنة 2008 تلعب باليد اليمنى. أعلى تصنيف لها في الفردي كان المركز الـ 237 في سنة 2009.

## النهائيات

### الزوجي: 1 (الألقاب 1)
| الحصيلة | الرقم | التاريخ       | الدورة                    | الأرضية | الشريك      | المنافس في النهائي           | النتيجة في النهائي    |
| ------- | ----- | ------------- | ------------------------- | ------- | ----------- | ---------------------------- | --------------------- |
| الفوز   | 1.    | أبريل 6, 2014 | مونتيري المفتوحة، المكسيك | صلبة    | داريا جوراك | تيميا بابوش أولجا جوفورتسوفا | 7–6(7–5), 3–6, [11–9] |

## وصلات خارجية
- ميغان مولتون ليفي على موقع رابطة محترفات التنس (الإنجليزية)
- ميغان مولتون ليفي على موقع الاتحاد الدولي لكرة المضرب (الإنجليزية)
- ميغان مولتون ليفي على موقع كأس بيلي جين كينغ (الإنجليزية)
- ميغان مولتون ليفي على موقع خلاصة التنس.كوم (الإنجليزية)
- ميغان مولتون ليفي على موقع إي إس بي إن.كوم (الإنجليزية)
- الموقع الرسمي